# 瑞典多細胞生物數據庫
瑞典多細胞生物數據庫（Dyntaxa）是一個由位於瑞典乌普萨拉的瑞典農業科學大學（[Sveriges Lantbruksuniversitet] 错误：{{Lang}}：文本有斜体标记（帮助），簡稱SLU）的瑞典物種資訊中心（Swedish Species Information Centre）的分類專家提供資料，以瑞典語提供瑞典當地的多細胞生物的物種分類的數據庫。
數據庫建立於2002年，最初的目的是為物種評估生存條件，然後每5年修訂紅色物種名錄提交瑞典環境保護局，並把收集回來的數據讓公眾、企業、媒體和學校參閱。

## 參看
- {{Dyntaxa}}

## 外部連結
- .   [2015-01-19]. （原始内容存档于2016-02-13） （瑞典语）.